# Arno Schmidt (Politiker)
Arno Schmidt (* 20. Dezember 1945 in Laubusch) war vom 20. Dezember 1990 bis 10. November 1994 für eine Wahlperiode Mitglied des Deutschen Bundestages. Er wurde über die Landesliste der Freien Demokratischen Partei (FDP) in Sachsen gewählt. 

## Leben
Schmidt ging auf die Polytechnische Oberschule in Laubusch und besuchte anschließend bis 1966 eine kaufmännische Berufsschule in Cottbus, an der er einen Abschluss als Zahntechniker erwarb. Bereits 1964 wurde er Gewerkschaftsmitglied. Im Jahr 1968 begann er seinen Grundwehrdienst zu leisten, was bis 1970 andauerte. An der Zahntechnikermeisterschule in Halle machte Schmidt bis 1972 sein Meisterdiplom. Anschließend besuchte er die Fachschule für Gesundheits- und Sozialwesen in Potsdam, an der er 1976 einen Abschluss als Medizinpädagoge erreichte. Er betätigte sich als Lehrer in Fachschulen und arbeitete auch als Ausbildungsleiter für Zahntechnik. Im Jahr 1989 schloss er zuletzt noch an der Humboldt-Universität in Berlin ein Studium als Diplompädagoge ab. 

## Politik
Im Jahr 1990 trat Schmidt der FDP in Sachsen bei. Er war Mitbegründer des sächsischen Landesverbandes. Von März bis August 1990 war Schmidt Landesvorsitzender der FDP, später wurde er stattdessen in den Bundesvorstand der FDP aufgenommen. Bei der Bundestagswahl 1990 konnte er über die Landesliste der Freien Demokratischen Partei (FDP) in Sachsen in den Deutschen Bundestag einziehen. Er war dort ordentliches Mitglied des Ausschusses für wirtschaftliche Zusammenarbeit. Bis März 1993 war er im EG-Ausschuss tätig. Außerdem war er stellvertretendes Mitglied im Ausschuss für Familie und Senioren und des Verteidigungsausschusses.